# Alassumur Kulon
Alassumur Kulon is een bestuurslaag in het regentschap Probolinggo van de provincie Oost-Java, Indonesië. Alassumur Kulon telt 5393 inwoners (volkstelling 2010).